# Directeur général de l'Observatoire européen austral
Le directeur général de l'Observatoire européen austral est la personne à la tête de l'Observatoire européen austral.

## Liste
- Otto Heckmann (du 1er novembre 1962 à 1969)
- Adriaan Blaauw (de 1970 à 1974)
- Lodewijk Woltjer (de 1975 à 1987)
- Harry van der Laan (de 1988 à 1992)
- Riccardo Giacconi (de 1993 à 1999)
- Catherine Cesarsky (de 1999 au 31 août 2007)
- Tim de Zeeuw (du 1er septembre 2007 au 31 août 2017)
- Xavier Barcons (depuis le 1er septembre 2017)[1]

Frise chronologique (à faire défiler de gauche à droite si besoin) :

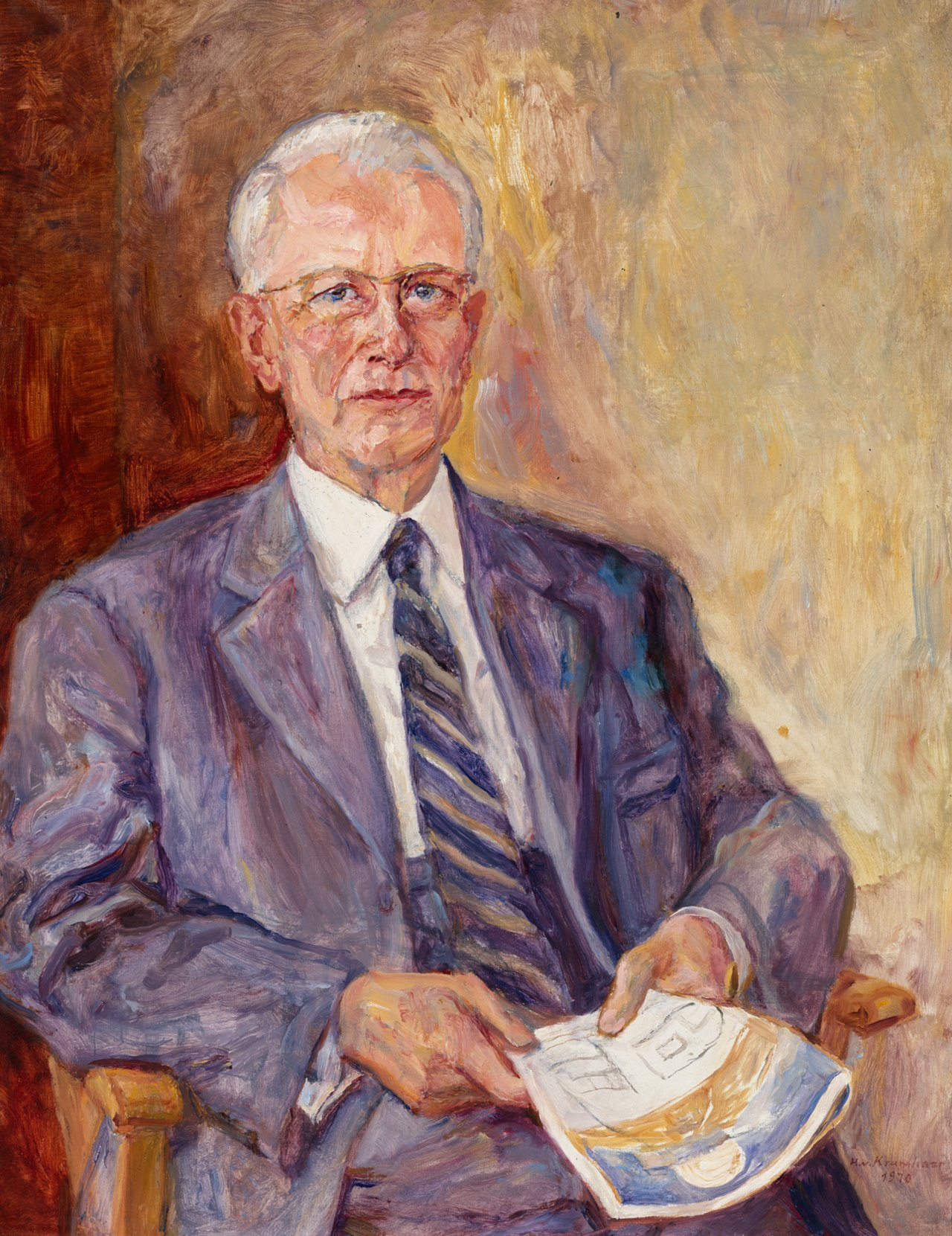
Otto Heckmann (1901-1983) directeur de 1962 à 1969.
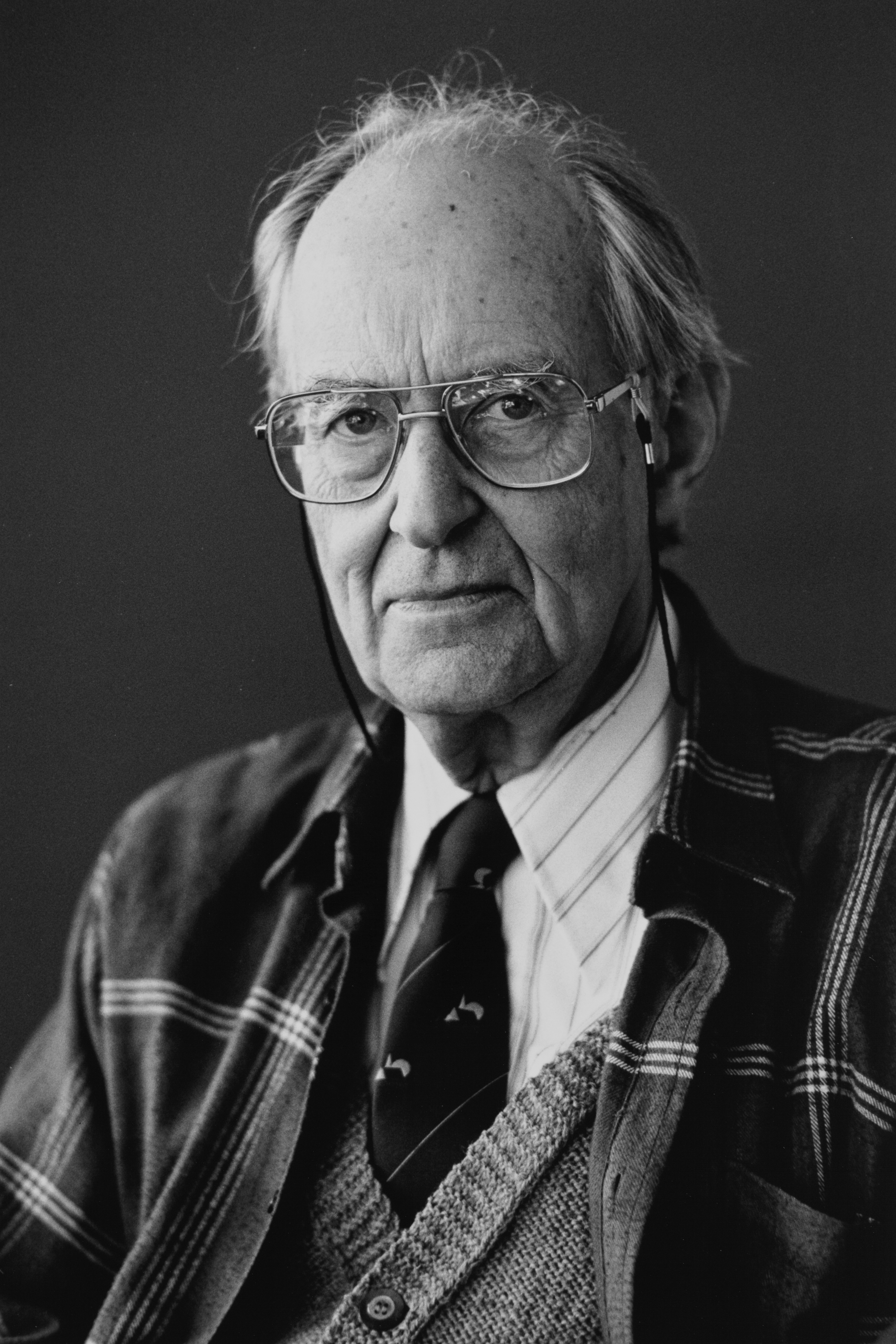
Adriaan Blaauw (1914-2010) directeur de 1970 à 1974.
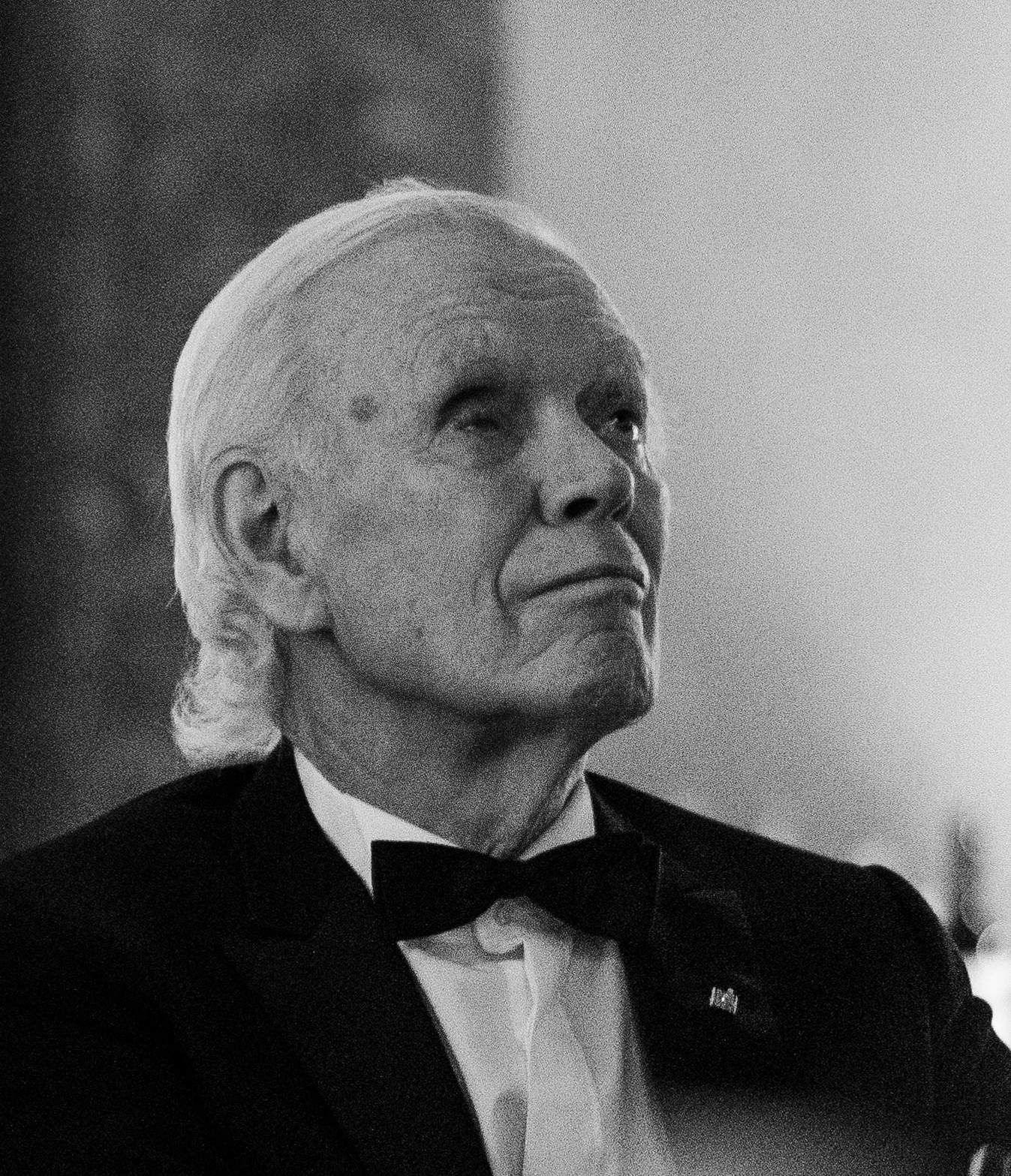
Lodewijk Woltjer (1930-) directeur depuis 1975 à 1987.
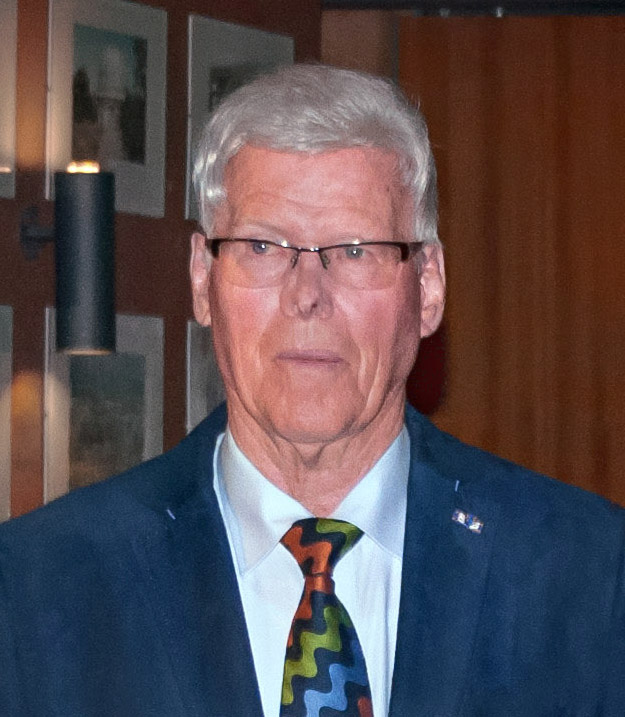
Harry van der Laan (1936-) directeur de 1988 à 1992.
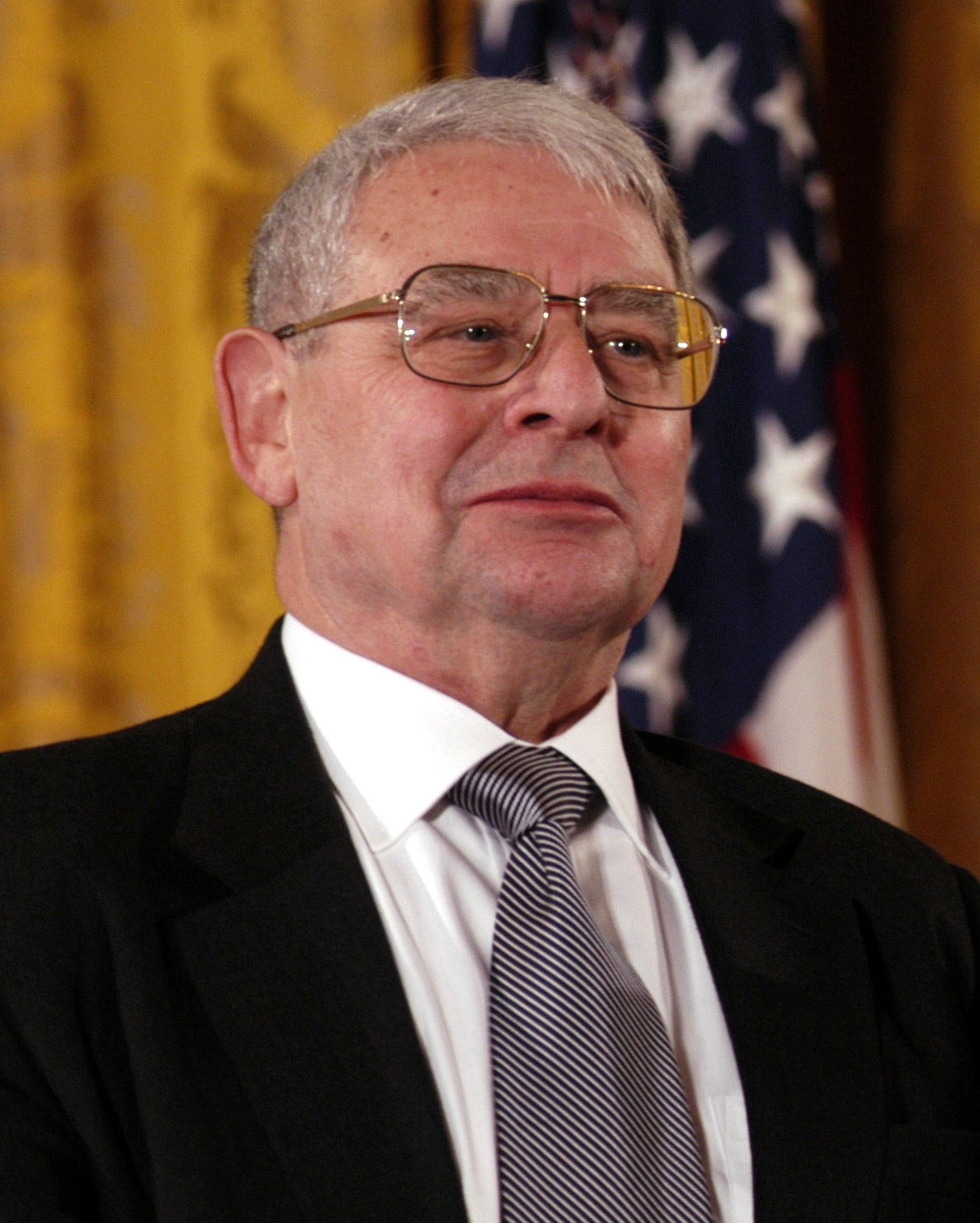
Riccardo Giacconi (1931-2018) directeur de 1993 à 1999.
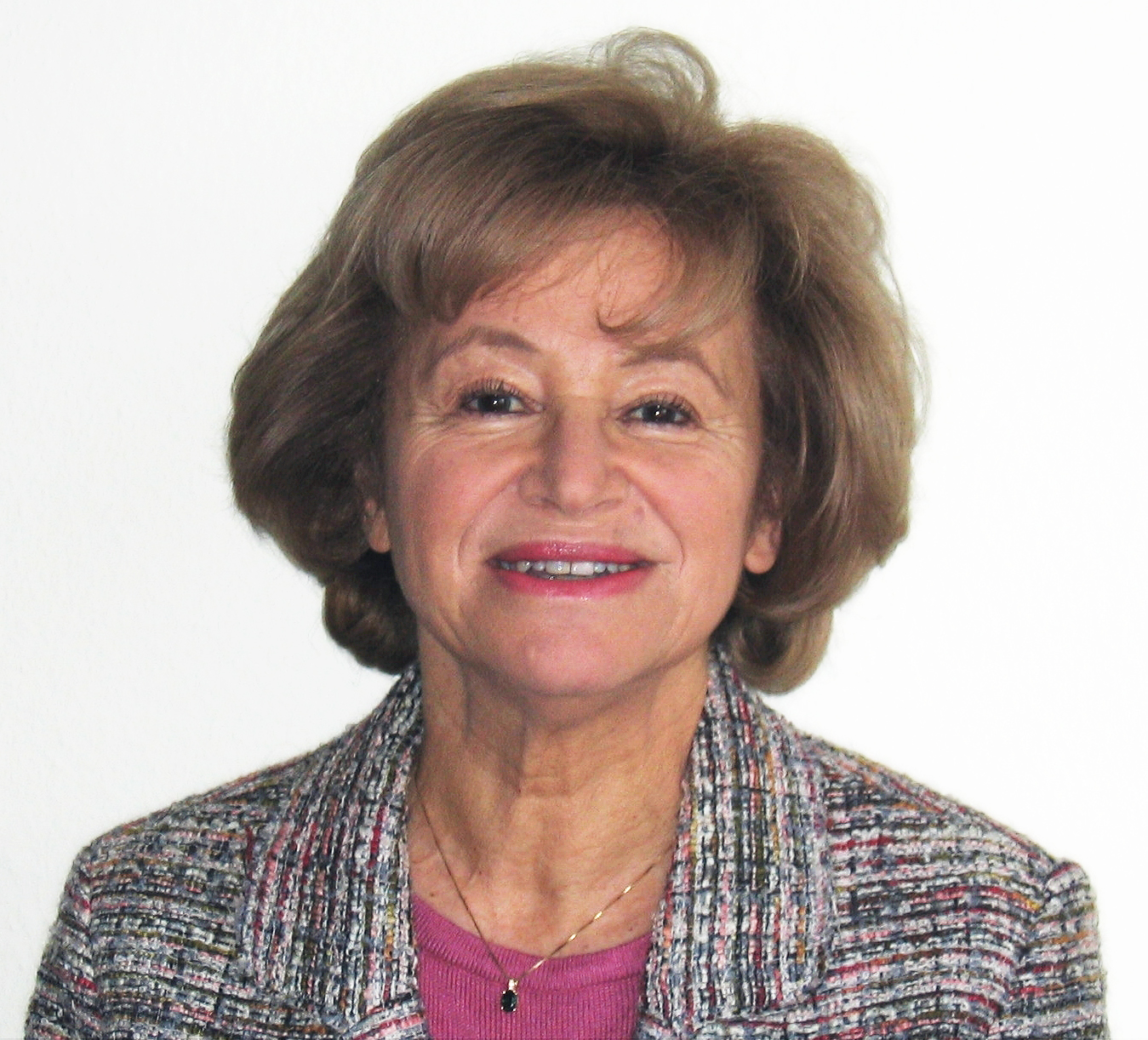
Catherine Cesarsky (1943-) directrice de 1999 à 2007.
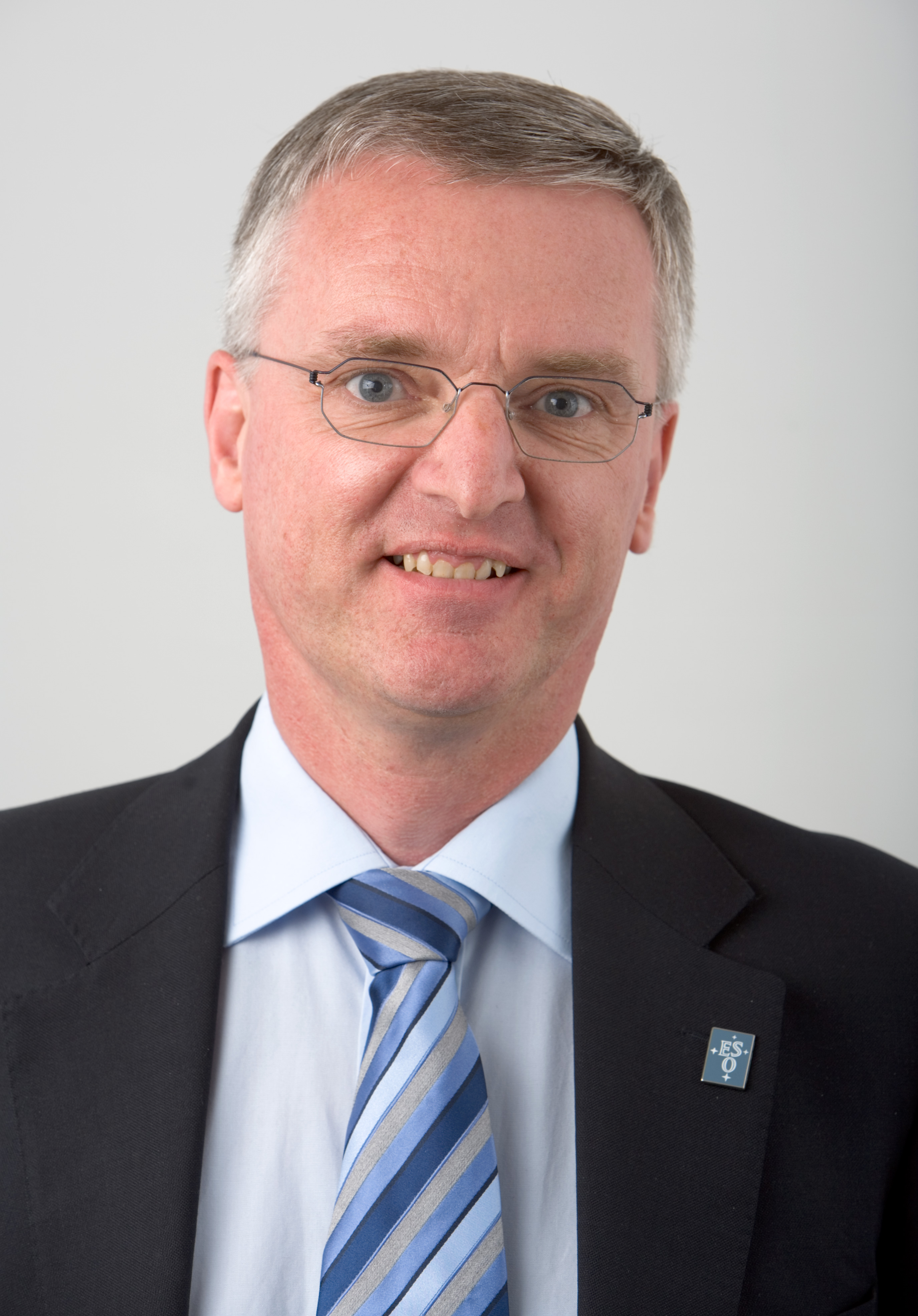
Tim de Zeeuw (1956-) directeur de 2007 à 2017.
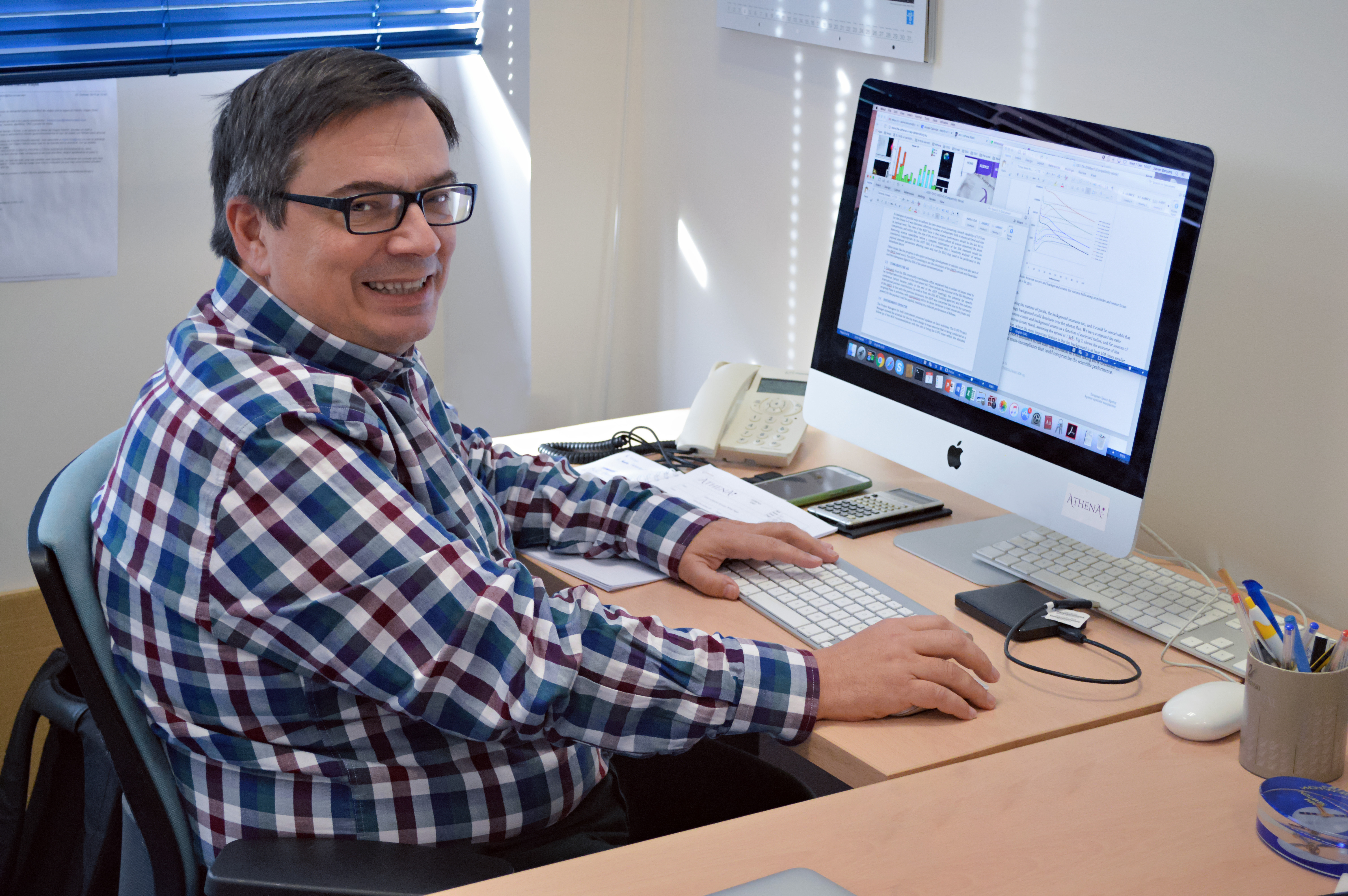
Xavier Barcons (~1959) directeur depuis 2017.